# Tres homes a taula
Tres homes a taula o L'esmorzar, va ser pintat per Velázquez a la seva primera etapa sevillana cap a 1617-1618 i es conserva al Museu de l'Hermitage de Sant Petersburg. Pertanyent a la tsarina Caterina II es trobava a l'Hermitage ja a la fi del segle xviii, considerat com una pintura flamenca. Des de 1895 s'atribueix unànimement a Velázquez.

## Descripción
La pintura retrata una escena quotidiana pròpia de l'època sevillana de Velázquez. A ella apareixen tres homes que representen les tres edats de l'home, asseguts a una taula coberta amb unes estovalles blanques sobre la qual descansen un plat de musclos, un got de vi i diverses peces de pa. Després dels personatges, l'obscuritat de la paret és trencada per un barret i una gola o coll fort, penjats d'ella.

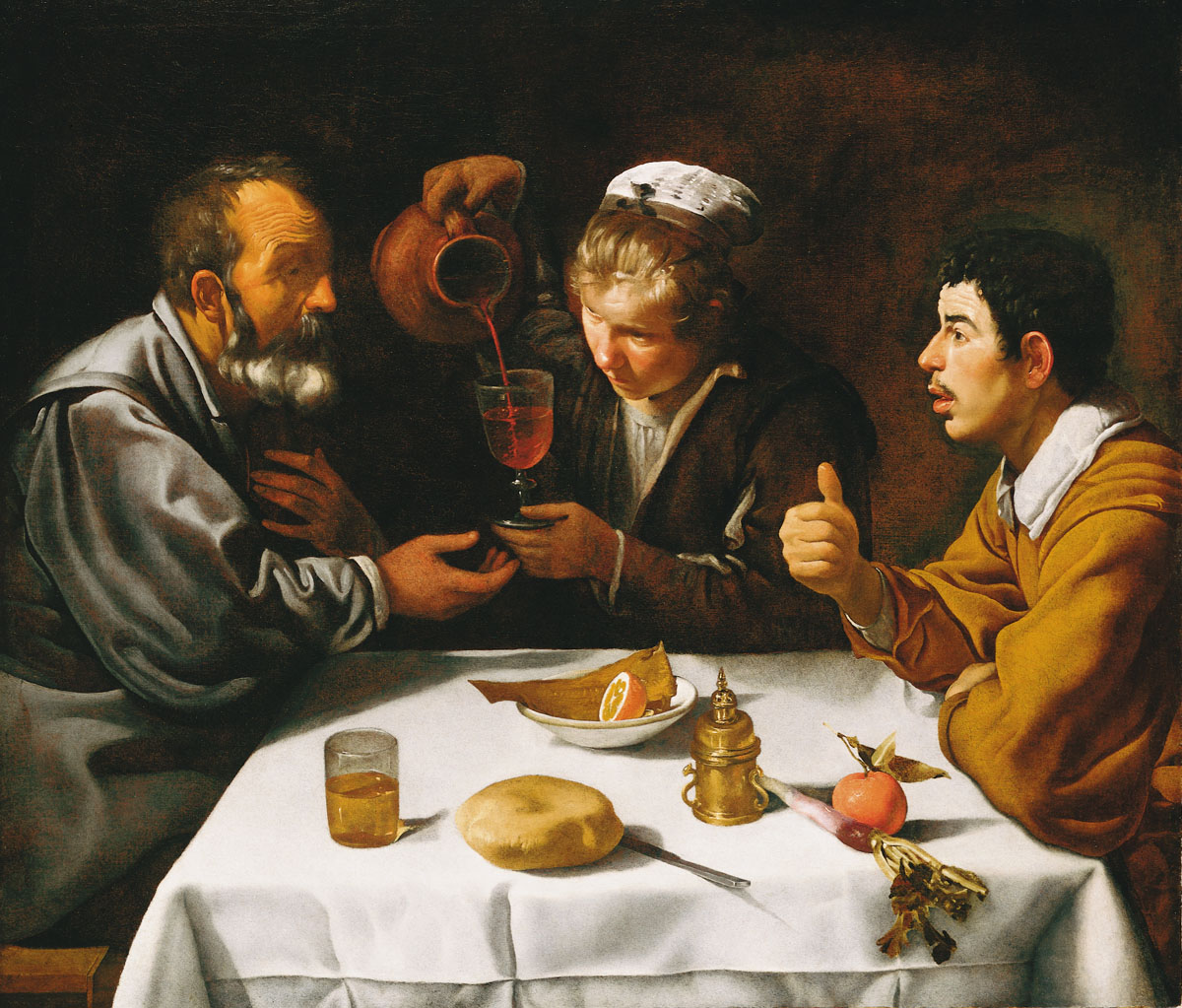
Versió del quadre Esmorzar de pagesos que es conserva al Museu de Belles Arts de Budapest

Els models utilitzats per als personatges de l'esquerra i de la dreta semblen ser els mateixos que Velázquez va utilitzar a les seves obres Sant Pau i Sant Tomàs.
Existeix una altra versió d'aquest quadre, que sota el títol Esmorzar de pagesos, es conserva al Museu de Belles Arts de Budapest.